# Astreopora expansa
Astreopora expansa là một loài san hô trong họ Acroporidae. Loài này được Brüggemann mô tả khoa học năm 1877.